# Костањевица на Красу
Костањевица на Красу (словен. Kostanjevica na Krasu, итал. Castagnevizza del Carso) је насељено место у општини Мирен–Костањевица, Горишка регија, Словенија.

## Историја
До територијалне реорганизације у Словенији била је у саставу старе општине Нова Горица.

## Становништво
У попису становништва из 2011. године, Костањевица на Красу је имала 348 становника.
| Број становника према пописима | Број становника према пописима | Број становника према пописима |
| ------------------------------ | ------------------------------ | ------------------------------ |
| 1991                           | 2002                           | 2011                           |
| 333                            | 317                            | 348                            |

Напомена: До 1952. исказивано под именом Костањевица.